# Sampledelia
Genres dérivés
Chopped and screwed, wonky
La sampledelia (également appelée sampledelica) est une musique basée sur l'échantillonnage, usant d'échantillonneurs ou de technologies similaires pour développer les méthodes d'enregistrement du psychédélisme des années 1960. La sampledelia se caractérise par des manipulations « désorientantes, qui faussent la perception » d'échantillons audio ou de sons trouvés par le biais de techniques telles que le chopping, le looping ou le stretching,. Les techniques de la sampladelica sont appliquées de manière proéminente dans les genres de musique électronique et de hip-hop, tels que le trip hop, la jungle, le post-rock et le plunderphonics.

## Histoire

### Origines

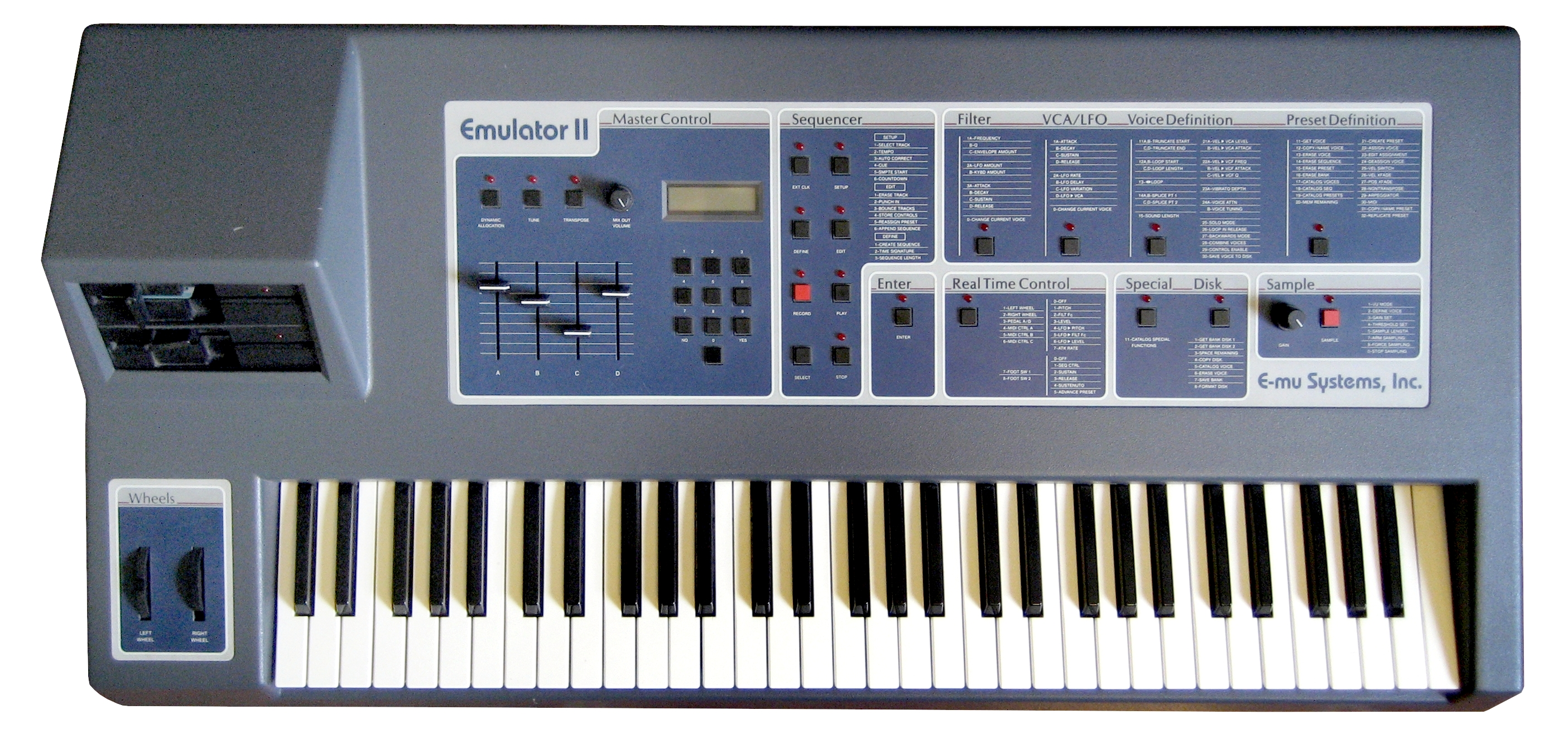
L'E-mu Emulator II (1984) est l'un des premiers échantillonneurs numériques bon marché utilisés par les producteurs de hip-hop des années 1980.

Les premières pratiques d'échantillonnage (sampling) remontent à la fin des années 1960 avec le turntablism et le scratching dans l'EDM, y compris les scènes de musique dub jamaïcaines. Le critique musical Simon Reynolds note que les premières techniques d'échantillonnage ont été utilisées par des artistes d'art rock tels que Brian Eno, Kate Bush et Peter Gabriel (ces deux derniers via le coûteux Fairlight CMI), avec My Life in the Bush of Ghosts (1981) d'Eno et David Byrne comme point de repère dans le genre. Selon l'universitaire Joanna Teresa Demers, le développement de la techno de Détroit du début des années 1980 a vu les musiciens utiliser des échantillonneurs bon marché pour incorporer des échantillons non référentiels.
L'échantillonnage est incorporé dans les approches du hip-hop basées sur les DJ et les studios par des artistes tels que Mantronix, Eric B. and Rakim et Art of Noise. En 1987, des groupes britanniques tels que Coldcut, M/A/R/R/S et S'Express produisaient des collages d'échantillons axés sur le breakbeat, mélangés à des éléments hip-hop et house . Les albums de hip-hop de la fin des années 1980 tels que It Takes a Nation of Millions to Hold Us Back (1988) de Public Enemy, 3 Feet High and Rising (1989) de De La Soul et Paul's Boutique (1989) des Beastie Boys illustrent le style de production échantillonnale en s'appropriant des sons de sources variées pour créer « un ensemble vertigineux et impressionniste qui rappelle à certains l'ambitieuse ère psychédélique du rock de la fin des années 1960" avant que la législation sur le droit d'auteur ne rende une telle approche plus difficile. » En 1985, John Oswald invente le terme « plunderphonics » pour décrire une approche qui encadre l'échantillonnage comme une « pratique consciente d'elle-même » qui interroge les notions d'originalité, d'identité et de « la mort de l'auteur ».

### Développements ultérieurs
Au début, la musique basée sur l'échantillonnage impliquait souvent des interpolations flagrantes de musique connue, suscitant des critiques et des problèmes de droits d'auteur, mais dans les années 1990, le style est devenu plus subtil, les artistes obscurcissant leurs sources en partie pour éviter les répercussions juridiques. Des artistes tels que A Guy Called Gerald, Techno Animal et les Young Gods ont abordé l'échantillonnage avec une perspective plus moderniste qu'Oswald. Selon le théoricien Kodwo Eshun, des artistes tels que Tricky et RZA du Wu-Tang Clan et Gravediggaz ont utilisé des techniques d'échantillonnage. Des groupes des années 1990 tels que Position Normal et Saint Etienne ont également adopté une approche d'échantillonnage pour explorer des éléments oubliés de la culture anglaise. Des albums tels que Throbbing Pouch (1995) de Wagon Christ et Endtroducing..... (1996) de DJ Shadow sont des œuvres marquantes des années 1990 dans ce style.
Le groupe australien The Avalanches a prolongé l'approche samplée de DJ Shadow sur son album Since I Left You (2000). Pitchfork décrit l'album Person Pitch de Panda Bear (2007) comme étant « fermement ancré dans le canon samplé » aux côtés de Since I Left You et Paul's Boutique. Au XXIe siècle, des genres tels que la chillwave ont poussé la musique samplée vers de nouveaux territoires, en incorporant des styles rétro tels que le yacht rock.

## Caractéristiques
La sampledelia décrit des styles variés qui impliquent l'utilisation d'échantillonneurs pour manipuler et reproduire des sons appropriés, souvent tirés de contextes familiers ou de sources étrangères. Les techniques courantes comprennent le découpage, la mise en boucle ou l'étirement du temps, l'utilisation de sons trouvés et l'accent mis sur le timbre. Les artistes joignent souvent des fragments musicaux provenant de sources et d'époques différentes, en mettant l'accent sur le rythme, le bruit et la répétition plutôt que sur le développement mélodique et harmonique conventionnel. Les années 1990 assistent également au développement de l'échantillonnage sur ordinateur, les sons étant traités dans l'« espace virtuel » du disque dur. Les échantillons peuvent être utilisés à la fois pour leurs qualités musicales et pour leurs associations culturelles.
Selon le critique musical Simon Reynolds, la musique sampledelia s'inspire des méthodes d'enregistrement du psychédélisme des années 1960, qui voit les artistes abandonner les pratiques d'enregistrement « naturalistes » en faveur de l'utilisation de techniques et d'effets en studio pour créer des sons qui ne pouvaient être obtenus par la performance en direct. Reynolds identifie deux tendances opposées parmi les artistes de l'échantillonnage : postmoderniste et moderniste, les premiers considérant l'échantillonnage comme une forme de collage et de référentialité pop art, et les seconds l'abordant comme une mise à jour des techniques de manipulation et de transformation sonores de la musique concrète. Le théoricien Kodwo Eshun a décrit l'échantillonnage comme une sorte de mythologie dans laquelle « les sons se sont détachés de leurs sources [et] se substituent au monde », induisant une expérience de « défamiliarisation synthétique ».